# Katharina Horngacher
Katharina Horngacher (* 21. September 1941 in Kufstein) ist eine österreichische Landwirtin und ehemalige Politikerin (ÖVP). Horngacher war zwischen 1996 und 1999 Abgeordnete zum Nationalrat.

## Ausbildung und Beruf
Horngacher besuchte nach der Pflichtschule zwischen 1960 und 1961 die Hauswirtschaftsschule Rotholz und im Anschluss von 1961 bis 1962 die Soziale Frauenschule Innsbruck. Nachdem Horngacher zwischen 1962 und 1965 als Familienhelferin gearbeitet hatte, wurde sie 1965 Landwirtin und legte 1968 die Meisterprüfung der ländlichen Hauswirtschaft ab. Ihr wurde 1997 der Berufstitel Ökonomierätin verliehen.

## Politik
Horngacher war von 1984 bis 1989 Ortsleiterin der Österreichischen Frauenbewegung Angath und hatte zwischen 1984 und 1995 die Funktion der Bezirksleiterin der Österreichischen Frauenbewegung Kufstein inne. Nachdem sie zwischen dem 1989 und dem 24. Jänner 1996 die ÖVP im Tiroler Landtag vertreten hatte, wurde sie 1996 zur Landesparteiobmann-Stellvertreterin der ÖVP Tirol und in das Landesparteipräsidium gewählt. Zudem war sie ab 1996 Mitglied des Landesparteivorstandes. Zwischen dem 15. Jänner 1996 und dem 28. Oktober 1999 vertrat sie die ÖVP im Nationalrat.
Horngacher engagierte sich des Weiteren in der Bauernvertretung und hatte von 1972 bis 1992 die Funktion der Ortsbäuerin von Angat inne. Sie war zudem von 1981 bis 1992 Bezirksbäuerin des Bezirkes Kufstein und ab 1985 Landesbäuerin von Tirol.

## Auszeichnungen
- Verdienstkreuz des Landes Tirol (2000)[1]
- Ehrenzeichen des Landes Tirol (2019)[2]